# Các hạt năng lượng Mặt Trời
Các hạt năng lượng Mặt Trời (Solar Energetic Particles - SEP) là các hạt năng lượng cao đến từ Mặt Trời. Chúng lần đầu tiên được quan sát vào đầu những năm 1940. Chúng bao gồm các proton, electron và ion HZE có năng lượng từ vài chục keV đến nhiều GeV (các hạt nhanh nhất có thể đạt tới tốc độ ánh sáng, như trong một "sự kiện trên mặt đất"). Chúng đặc biệt quan tâm và quan trọng vì chúng có thể gây nguy hiểm cho sự sống ở ngoài vũ trụ (đặc biệt là các hạt trên 40 MeV).
Các hạt năng lượng Mặt Trời có thể bắt nguồn từ một vị trí bùng phát mặt trời hoặc bởi các sóng xung kích liên quan đến sự phóng đại khối của vành (CME). Tuy nhiên, chỉ có khoảng 1% CME tạo ra các sự kiện SEP mạnh mẽ.
SEP cũng được quan tâm vì chúng cung cấp một mẫu vật liệu Mặt Trời tốt. Mặc dù phản ứng tổng hợp hạt nhân xảy ra trong lõi, phần lớn vật liệu mặt trời là đại diện cho vật liệu hình thành nên Hệ Mặt Trời. Bằng cách nghiên cứu thành phần đồng vị của SEP, các nhà khoa học có thể gián tiếp đo vật liệu hình thành nên Hệ Mặt Trời.
Hai cơ chế tăng tốc chính là có thể: gia tốc sốc khuếch tán (DSA, một ví dụ về gia tốc Fermi bậc hai) hoặc cơ chế chống sốc. Các SEP có thể được tăng tốc lên năng lượng vài chục MeV trong phạm vi 5 tia10 năng lượng mặt trời (5% khoảng cách Trái đất của Mặt trời) và có thể đến Trái đất trong vài phút trong trường hợp khắc nghiệt. Điều này làm cho việc dự đoán và cảnh báo các sự kiện SEP khá khó khăn.